# Eurosport
Eurosport je celoevropská sportovní televizní síť provozovaná francouzskou televizní skupinou TF1. Síť kanálů této televizní stanice je dostupná v 59 zemích světa ve 20 jazykových mutacích (včetně české mutace). Ústředí televizní sítě sídlí v Issy-les-Moulineaux u Paříže.
Eurosport zajišťuje přímé přenosy a záznamy z mnoha sportovních akcí. Satelitní vysílání bylo poprvé spuštěno dne 5. února 1989. V roce 2005 vznikl druhý program Eurosport 2.
Mezi sporty zde dominují zejména fotbal, atletika, tenis, cyklistika, plavání a box. Síť přenáší také události ve sportech jako jsou motoristický sport, snooker a také různé extrémní a akční sporty.

## Významné sportovní akce

### Olympijské hry
- Letní a zimní olympijské hry (2018–2024, práva na evropském kontinentu vyjma Ruska[1])

### Tenis

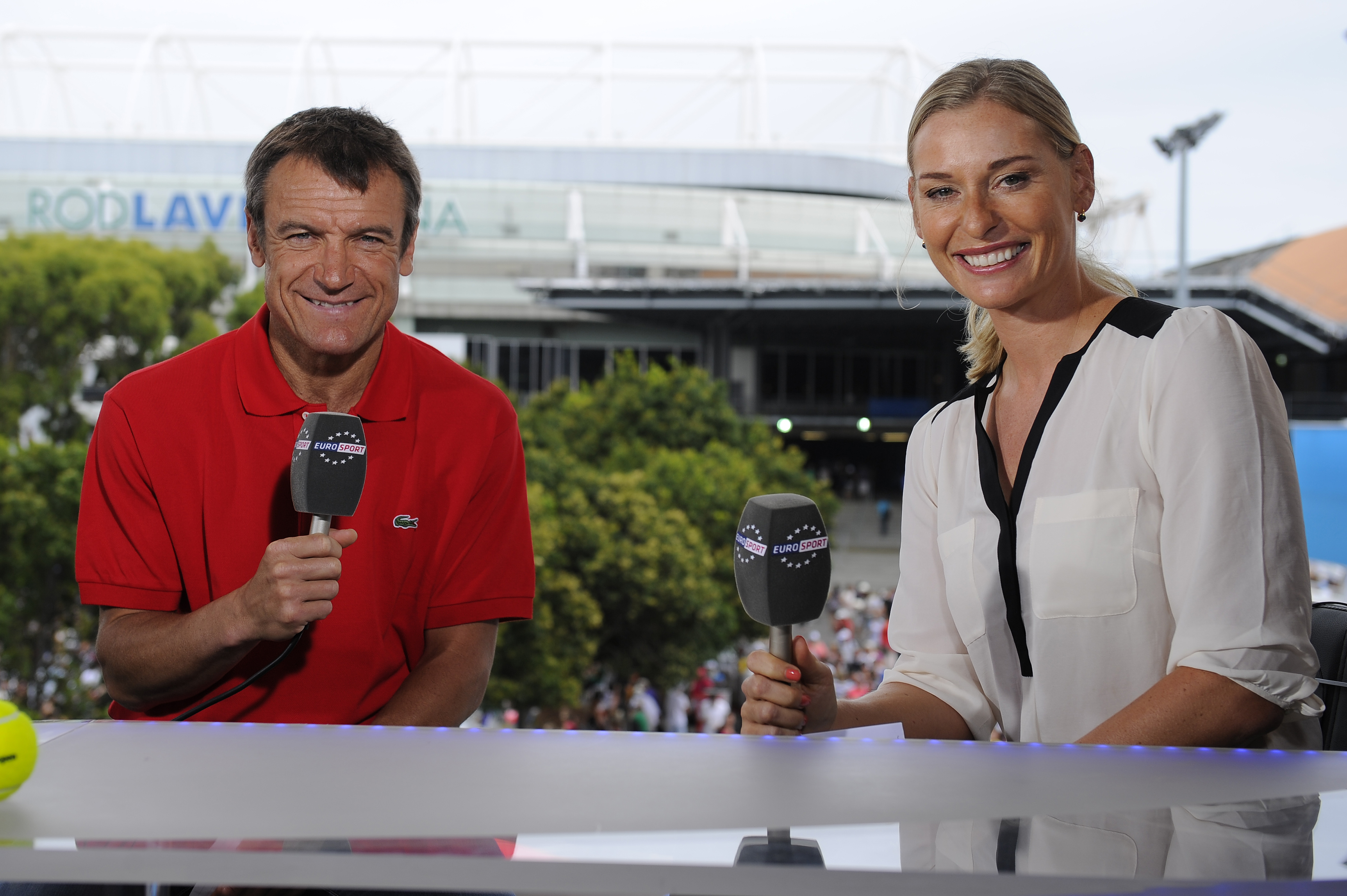
Mats Wilander a Barbara Schettová při moderování pořadu Game, Set and Mats, později přejmenovaném na Game, Schett and Mats, z Melbourne Parku během tenisového grandslamu Australian Open 2014

- Australian Open
- French Open
- Wimbledon
- US Open
- Hopmanův pohár (do 2019)

### Cyklistika
- Giro d'Italia
- Tour de France
- Vuelta a España

### Atletika
- Mistrovství světa v atletice
- Mistrovství Evropy v atletice

### Motorsport
- 24 hodin Le Mans
- Rallye Dakar
- Rallye Monte Carlo
- Mistrovství světa cestovních vozů
- MotoGP

### Zimní sporty
- Světový pohár v alpském lyžování
- Světový pohár v biatlonu
- Světový pohár ve skocích na lyžích

## Satelitní vysílání
- Kódovaný
- Satelit – Astra 19,2° E
- Kmitočet – 12 344 MHz
- Polarizace – Horizontální
- FEC – 3/4
- Symbolová rychlost – 27 500 kS/s

## Česká verze
Česká verze je dostupná na dvou různých kanálech (Eurosport a Eurosport 2), které jsou v České a Slovenské republice šířeny především v systémech kabelové televize (například kabelová síť UPC).
Česká redakce Eurosportu sídlí v Praze v libeňské O2 areně. Mezi nejznámější sportovní komentátory pracujícími pro tuto televizi patřili či patří sportovní komentátoři Robert Bakalář a Štěpán Škorpil.

## Loga

bývalé logo
logo 2011–2015
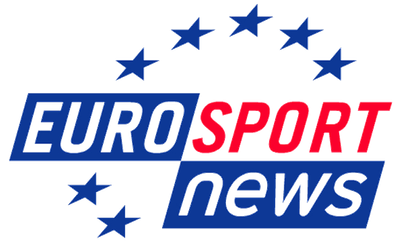
bývalé logo zpráv
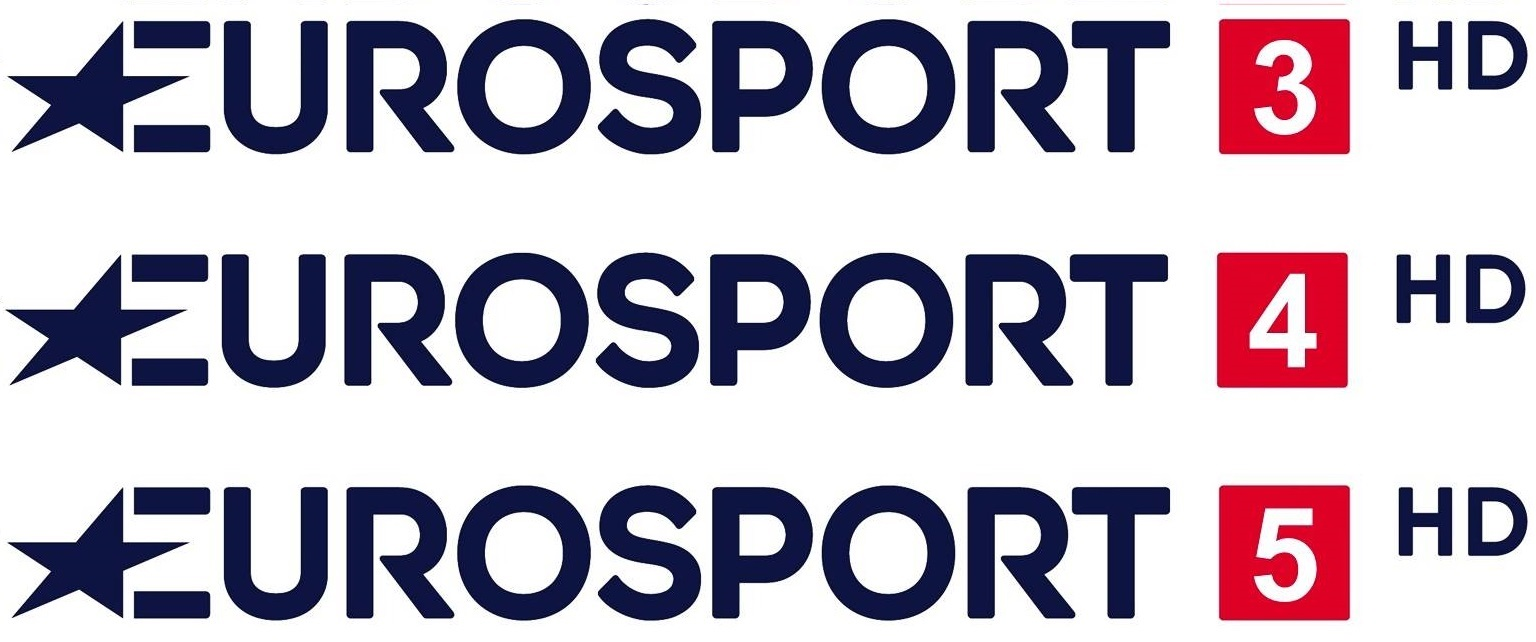
Loga programů v HD (2018)